# Fort Rucker

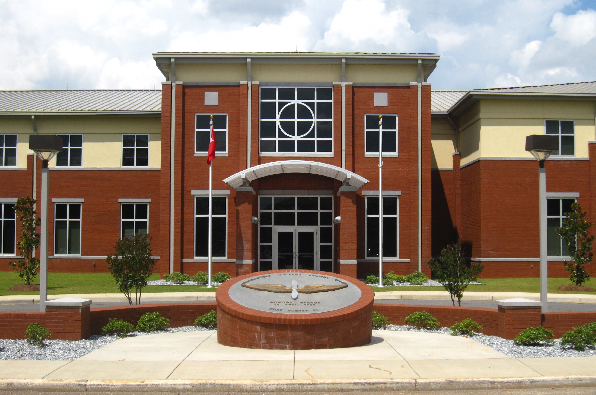
Hauptgebäude des United States Army Aviation Center of Excellence

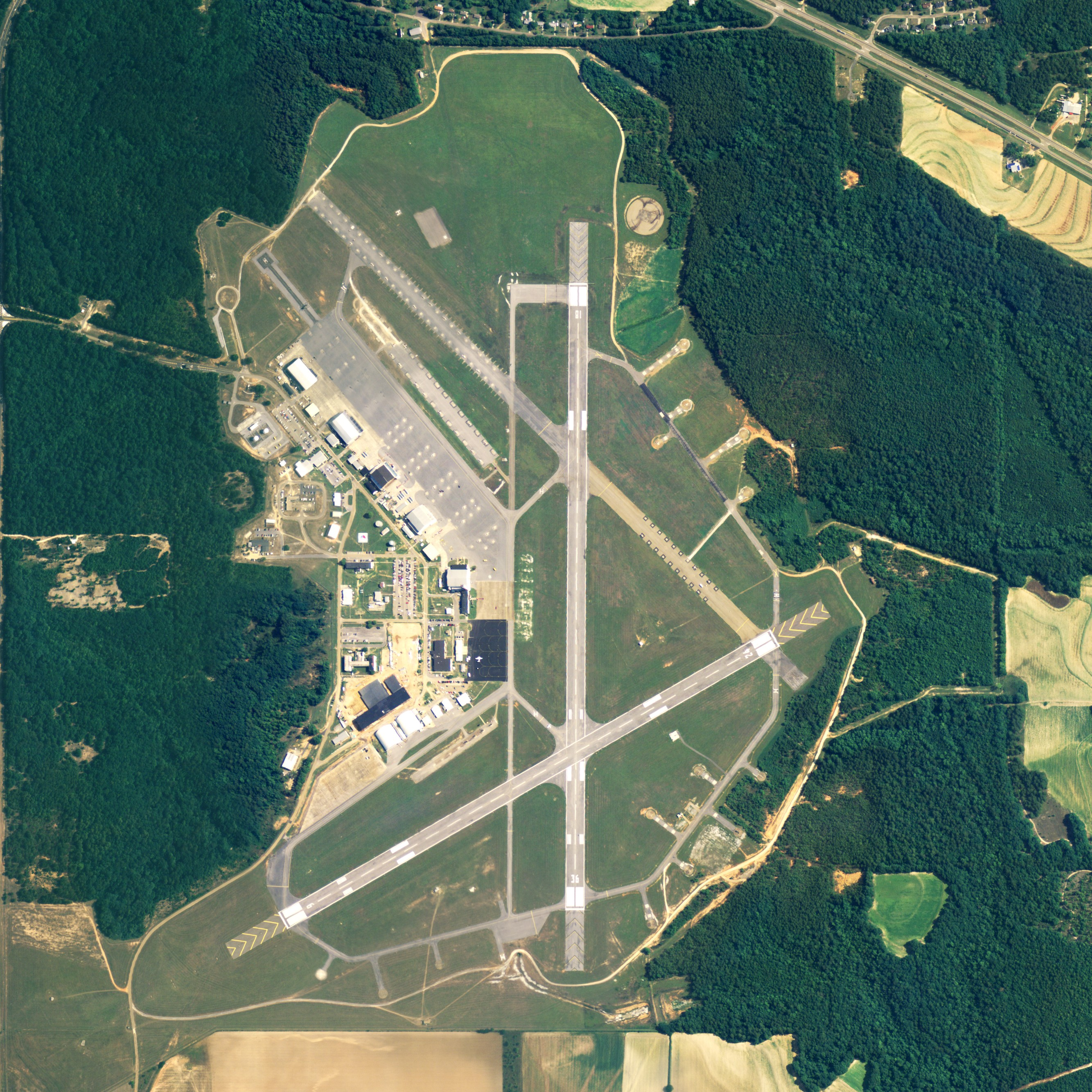
Cairns Army Airfield als Teil vom Fort

Fort Rucker (ehemals Fort Novosel, davor Fort Rucker) ist ein Stützpunkt der United States Army, der sich hauptsächlich im Dale County im US-Bundesstaat Alabama befindet. Es ist zu Ehren von First Lieutenant (Air Service) Edward W. Rucker (1884 – 1945), einem US Flieger des Ersten Weltkriegs und Träger des Distinguished Service Cross benannt. Zuvor war es nach Chief Warrant Officer Michael J. Novosel benannt, einem Heeresflieger und Träger der Medal of Honor. Die ursprüngliche Benennung erfolgte zu Ehren des Colonels des Heeres der Konföderierten Staaten von Amerika Edmund Rucker. Der Stützpunkt ist die wichtigste Flugausbildungseinrichtung für Piloten der United States Army und beherbergt das United States Army Aviation Center of Excellence (USAACE) und das United States Army Aviation Museum. Kleine Teile des Stützpunktes liegen auch in den Countys Coffee, Geneva und Houston. Ein Teil des Dale County-Abschnitts der Basis ist ein von der Volkszählung ausgewiesener Ort. Bei der Volkszählung 2010 betrug die Einwohnerzahl 4.636.
Der Hauptposten verfügt über Eingänge von drei angrenzenden Städten: Daleville, Ozark und Enterprise. In den Jahren vor den Anschlägen vom 11. September 2001 war der Hauptposten (mit Ausnahme von Flugplätzen und anderen Sperrgebieten) ein offener Posten mit unbemannten Toren, durch die Zivilisten hindurchfahren konnten. Nach den Angriffen wurde diese Richtlinie geändert und der Stützpunkt ist nun für unbefugten Verkehr und Besucher gesperrt.
Es handelte sich um eine der nach konföderierten Soldaten benannten Einrichtungen des US-Heeres, deren Umbenennung von der Naming Commission empfohlen wurde. Ihre Empfehlung war, den Stützpunkt in Fort Novosel umzubenennen. Am 5. Januar 2023 leitete William A. LaPlante, US-Unterstaatssekretär für Beschaffung und Nachhaltigkeit (USD (A&S)) die vollständige Umsetzung der Empfehlungen der Naming Commission im gesamten Verteidigungsministerium. Am 10. April 2023 wurde der Stützpunkt in Fort Novosel, am 11. Juni 2025 wieder in Fort Rucker – nach Edward Rucker – umbenannt.
| Benennung    | ab Zeitpunkt   |
| ------------ | -------------- |
| Camp Rucker  | 1. Mai 1942    |
| Fort Rucker  | Oktober 1955   |
| Fort Novosel | 10. April 2023 |
| Fort Rucker  | 11. Juni 2025  |